# Josip Jurčič

Josip Jurčič (* 4 de marzo de 1844 en Muljava - † 3 de mayo de 1881 en Liubliana) fue un escritor y periodista esloveno.
Es una figura nacional del realismo literario y una influencia de la literatura folclórica de su país. Dentro de su obra se encuentran elementos del programa de Fran Levstik del cual Jurčič fue seguidor.
El "Sendero Jurčič, que conduce de Višnja Gora a Muljava, fue nombrado en su honor. Su casa natal es en la actualidad un museo al aire libre.
Dentro de su obra destaca la novela Deseti brat (El décimo hermano), la cual es considerada la primera en lengua eslovena.[cita requerida]

## Obras escogidas
- Pripovedke o beli kači (1861) (Cuentos de la serpiente blanca).
- Spomini na deda (1863) (Memorias del abuelo).
- Jurij Kozjak, slovenski janičar (1864) (Jurij Kozjak, un jenízaro esloveno).
- Deseti brat (1866) (El décimo hermano).
- Veronika Deseniška (1881).
- Kozlovska sodba v Višnji Gori (1867) (El juicio del chivo de Monte Noble)